# Cámaras Nuevas (Sanssouci)
Las Cámaras Nuevas (en alemán: Neue Kammern) forman parte del conjunto del palacio de Sanssouci, en el parque de Sanssouci, Potsdam, Alemania. Fueron construidas para el rey Federico el Grande de Prusia entre 1771 y 1775

## Historia
El edificio, que se encuentra al oeste del Palacio Sanssouci, sirve como complemento de la Pinacoteca, que se encuentra al este. Ambos edificios flanquean el palacio de verano. 
Las cámaras reemplazaron a un invernadero de naranjos, que se había construido en ese sitio en 1747 según los planos de Georg Wenzeslaus von Knobelsdorff y sostenían las plantas en maceta de las terrazas durante los meses de invierno. Las rampas, en las que se subían y bajaban las macetas, recuerdan el uso original del edificio. El maestro de obras Georg Christian Unger recibió el encargo de convertir el edificio del invernadero en una casa de huéspedes.
Se dejaron los elementos básicos del edificio, así como su tamaño y las puertas francesas que van del suelo al techo. El cambio más evidente fue la adición de una cúpula en la parte central. Las similitudes entre la arquitectura de las Cámaras Nuevas y la de la Pinacoteca son tales que los dos edificios pueden confundirse.

## Descripción

### Interior
La verdadera alteración se produjo en el interior, donde se crearon siete habitaciones para huéspedes y dos salones de baile. El edificio es un punto álgido del estilo rococó tardío, a pesar de que el estilo neoclásico ya se había establecido en gran medida como el gusto predominante de la época. Los salones fueron diseñados por Johann Christian Hoppenhaupt.
Las habitaciones de los huéspedes estaban decoradas de forma diferente, con armarios lacados, pintados o con incrustaciones, cuyas costosas incrustaciones de maderas autóctonas decoraban toda la pared desde el techo hasta el suelo.
Para las pinturas, las habitaciones de los huéspedes tienen vistas de Potsdam, que documentan el diseño de la ciudad bajo Federico el Grande y fueron encargadas especialmente para la casa de huéspedes por el rey.

### La Habitación de Jaspe

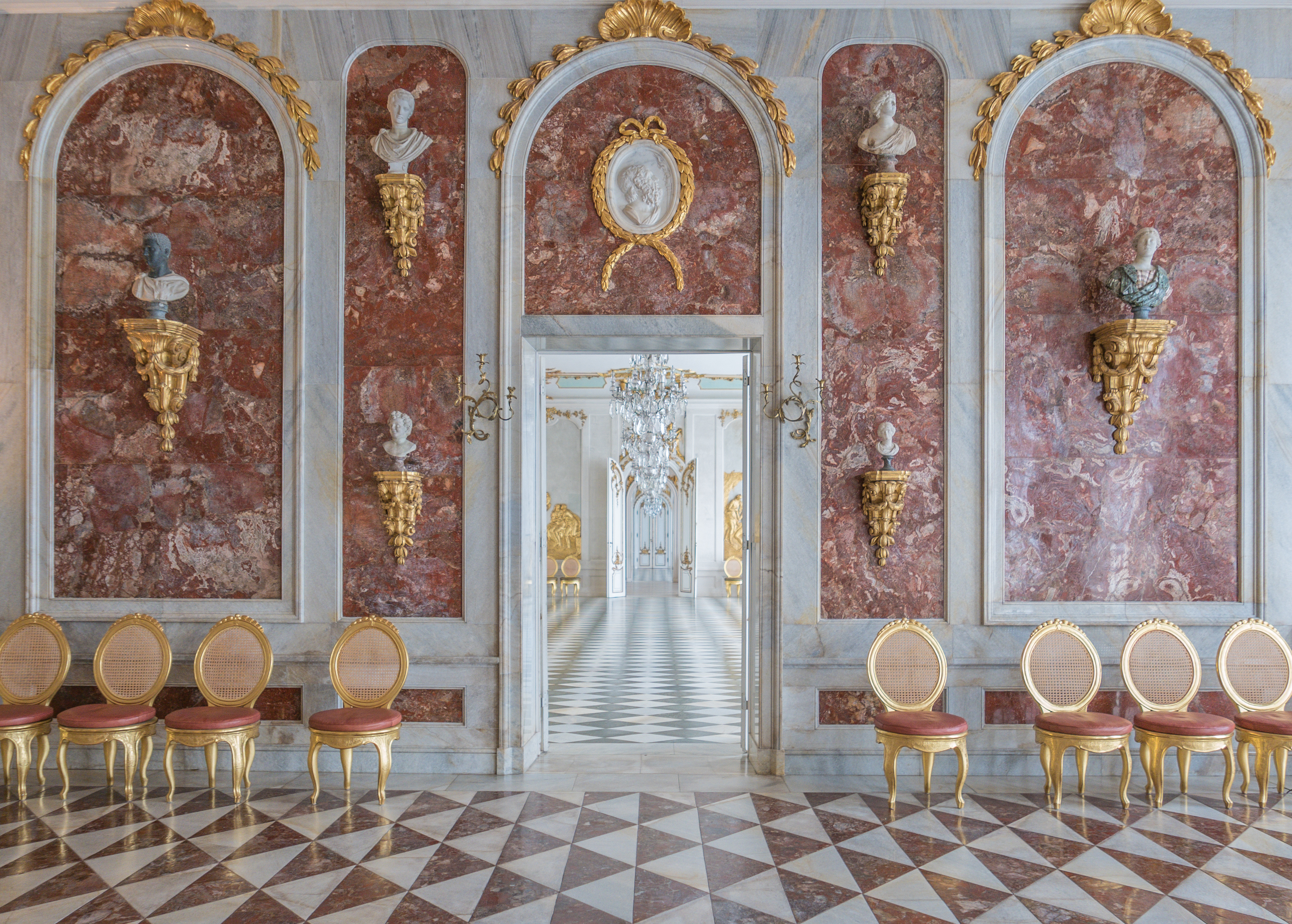
Vista desde la Habitación de Jaspe hacia la Galería Ovidio

En el centro del edificio, bajo la cúpula, se encuentra la sala más grande, la Habitación de Jaspe. Las paredes del salón de baile están decoradas con jaspe rojo y mármol gris de Silesia. Los mismos colores se encuentran en el diseño del suelo. La pintura del techo Venus mit ihrem Gefolge ( Venus con su séquito ) fue creada por Johann Christoph Frisch . Sobre el fondo de jaspe rojo se adosaron paneles decorados tanto de la antigüedad como del siglo XVIII.

### La Galería de Ovidio
El segundo gran salón de baile, ubicado en la parte este de las Cámaras Nuevas, es la Galería de Ovidio, decorada al estilo de las salas de espejos franceses.
En el lado largo de la habitación hay un espejo que llega casi hasta el techo, frente al cual, en el lado del jardín, hay puertas francesas.
Federico pidió que las paredes estuvieran decoradas con relieves dorados de las relaciones de los dioses antiguos, de lo que había hablado el poeta romano Ovidio en sus Metamorfosis. La rica decoración de la sala proviene del taller de los escultores y hermanos Johann David Räntz y Johann Lorentz Wilhelm Räntz .

## Patrimonio de la Humanidad
Desde 1990, el palacio y el jardín de Sanssouci, incluidas las Cámaras Nuevas, han sido declarados Patrimonio de la Humanidad por la UNESCO, llamados Palacios y Parques de Potsdam y Berlín .